# パウル・エプシュタイン
パウル・エプシュタイン（Paul Eppstein, 1902年3月4日 - 1944年9月27日）は、テレージエンシュタット・ゲットーの長老を務めていたドイツ系ユダヤ人、ホロコースト犠牲者。

## 略歴
1901年にドイツのマンハイムで生まれた。ハイデルベルク大学やフライブルク大学に在学し、哲学、国民経済学、社会学を修めた。哲学の博士号を取得し、マンハイム国民大学 (Volkshochschule Mannheim) で教授となったが、ナチスが政権を取ると大学を追われた。その後、「在独ユダヤ人全国連合」の常勤となり、はじめ貸付、のち移住の担当となった。この際にゲシュタポとの間の連絡員を務めた。
彼は熱心なシオニストだったが、ナチスのユダヤ人追放のためのパレスチナ非合法移住計画に反対し、法的手続きを踏むべきと主張した。合法的手段ではイギリスの制限の下、ほとんど移住させられないことは明らかであったので、ゲシュタポに妨害行為と認定された。エプシュタインはゲシュタポにより一時逮捕され、4か月ほど拘置された。
1943年1月、ユダヤ人の自治が行われているかのように装っていたテレージエンシュタット・ゲットーに送られて、そこのユダヤ人長老に任じられた。この人事はゲシュタポ・ユダヤ人課課長のアドルフ・アイヒマン親衛隊中佐の指示であったという。
しかしテレージエンシュタットのユダヤ人たちからエプシュタインは憎まれていた。H・G・アードラーはテレージエンシュタットの記念碑的な叙述の中で「彼はユダヤ人を代表していたが、SSに対しては弱腰で、何の抵抗もしないという印象をもたれた。彼はただ命令を受け入れ、それを実行に移した。（略）エプシュタインは自分がシオニストで社会主義者であることを認めていたが、そのくせ彼は権力の崇拝者だった。たとえナチスの形を取った物であれ。（略）収容所では彼は単なる弱虫として姿を現し、恐ろしい現在から絶えず逃げようとしていたが、現在の腐敗した権力によって彼はとっくに抜け殻にされていた」と評している。
1944年9月26日、アメリカ軍の軍用機が上空を通過したことで解放の日が近いと喜びわきかえっていたテレージエンシュタットのユダヤ人たちに向けて「早まった希望を抱いたり、早まった行動をとらないよう」求める演説を行った翌27日、親衛隊によって突然に逮捕され、その日のうちに銃殺された。演説がドイツ当局の怒りを買ったか、あるいはこの頃（1944年9月から10月）に激増したテレージエンシュタットのユダヤ人移送に反対したためといわれる。
エプシュタインの妻は1944年10月にテレージエンシュタットからアウシュヴィッツ強制収容所へ移送され、そこで殺害されている。